# Argyrophora trofonia
Argyrophora trofonia is een vlinder uit de familie spanners (Geometridae). De wetenschappelijke naam van deze soort is voor het eerst geldig gepubliceerd in 1779 door Cramer.
De soort komt voor in tropisch Afrika.